# Dandenong
Dandenong ist ein größerer Stadtteil von Melbourne, etwa 30 km südöstlich des Stadtzentrums. Es ist am Fuß der Dandenong Ranges gelegen.
In Dandenong befindet sich der Hauptsitz des Australian Taxation Office, der australischen Steuerbehörde und ein Alstom-Werk für Schienenfahrzeuge.

## Geschichte
Vor der Besiedelung durch die Europäer war das Land von Aborigines vom Stamm der Woiwurrung bewohnt. Aus deren Sprache stammt der Begriff Tanjenong, der „hochaufragende Berge“ bedeutet und sich wahrscheinlich auf die Dandenong Ranges bezieht. Von diesem ist der Name Dandenong abgeleitet.
1837 kam der Siedler Joseph Hawdon in das Gebiet und betrieb Viehzucht. Bald folgten ihm andere Siedler und es wurde eine Polizeiwache eingerichtet. 1848 eröffnete ein Postamt. Ende der 1850er Jahre wurde eine Straße nach Melbourne fertiggestellt und Dandenong wurde zu einer wichtigen Zwischenstation für Reisende ins Gippsland. Im Folgenden bildete sich eine Industrie; so wurden mehrere Sägewerke und Gerbereien gegründet und Holzkohle abgebaut. 1861 gab es im Ort 40 Häuser. Ab 1866 wurde ein Viehmarkt abgehalten und im Jahr 1890 wurde das Rathaus, Dandenong Town Hall, gebaut.
Nach dem Zweiten Weltkrieg siedelten sich viele Einwanderer aus Europa, besonders aus Italien und Griechenland an und Dandenong entwickelte sich zu einem wichtigen Industriezentrum der Region. In den späten 1960er Jahren wurde es ein Stadtteil von Melbourne.